# Argentina (dier)
Argentina is een geslacht van straalvinnige vissen uit de familie van zilversmelten (Argentinidae). Het geslacht is voor het eerst wetenschappelijk beschreven in 1758 door Linnaeus.

## Soorten
- Argentina aliceae Cohen & Atsaides, 1969
- Argentina australiae Cohen, 1958
- Argentina brasiliensis Kobyliansky, 2004
- Argentina brucei Cohen & Atsaides, 1969
- Argentina elongata Hutton, 1879
- Argentina euchus Cohen, 1961
- Argentina georgei Cohen & Atsaides, 1969
- Argentina kagoshimae Jordan & Snyder, 1902
- Argentina sialis Gilbert, 1890
- Argentina silus (Ascanius, 1775) – Grote zilversmelt
- Argentina sphyraena – Zilversmelt
- Argentina stewarti Cohen & Atsaides, 1969
- Argentina striata Goode & Bean, 1896